# Căminul Institutului medico-farmaceutic din București
Căminul Institutului medico-farmaceutic din București este un monument istoric aflat pe teritoriul municipiului București.

## Galerie

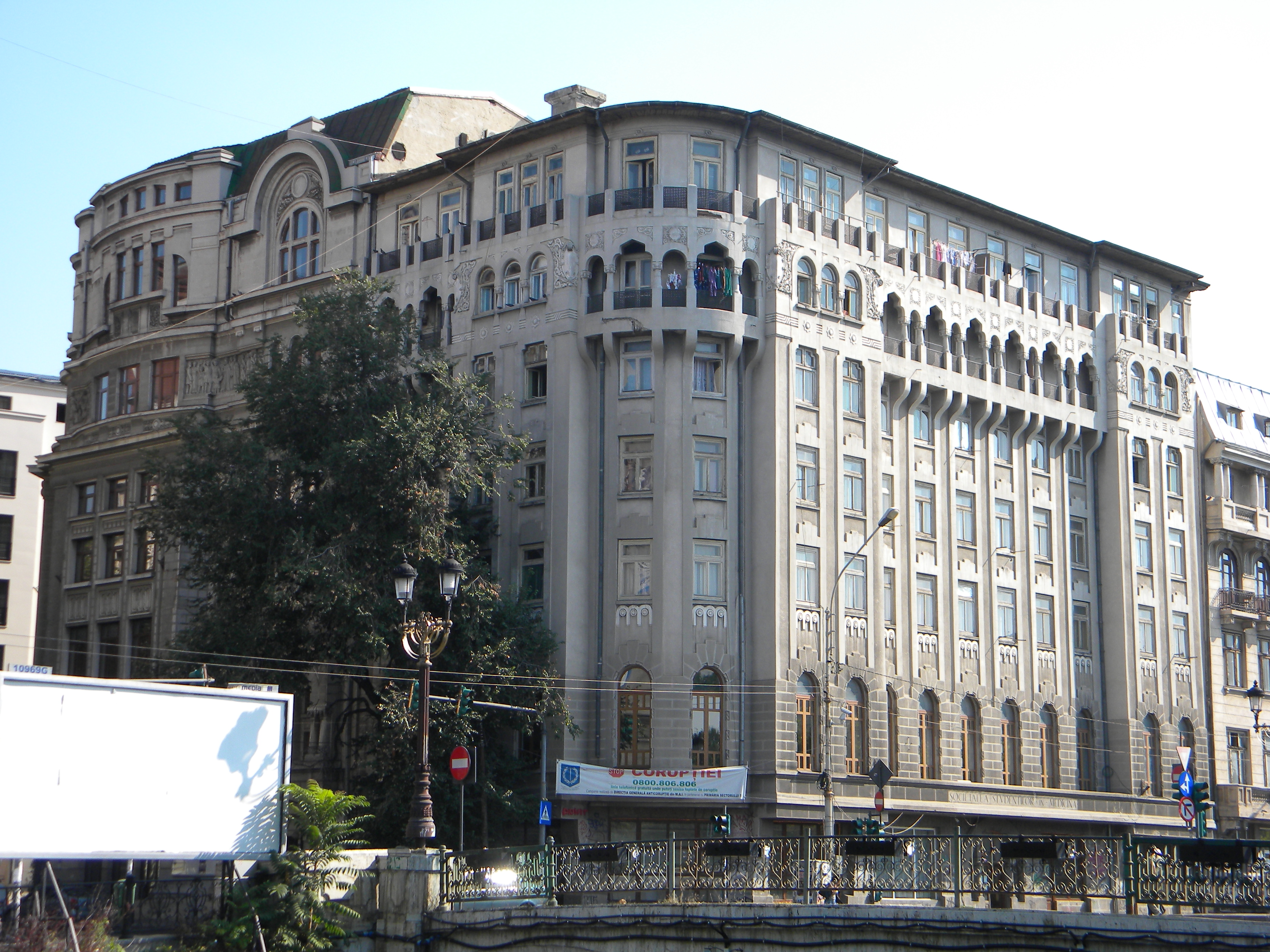
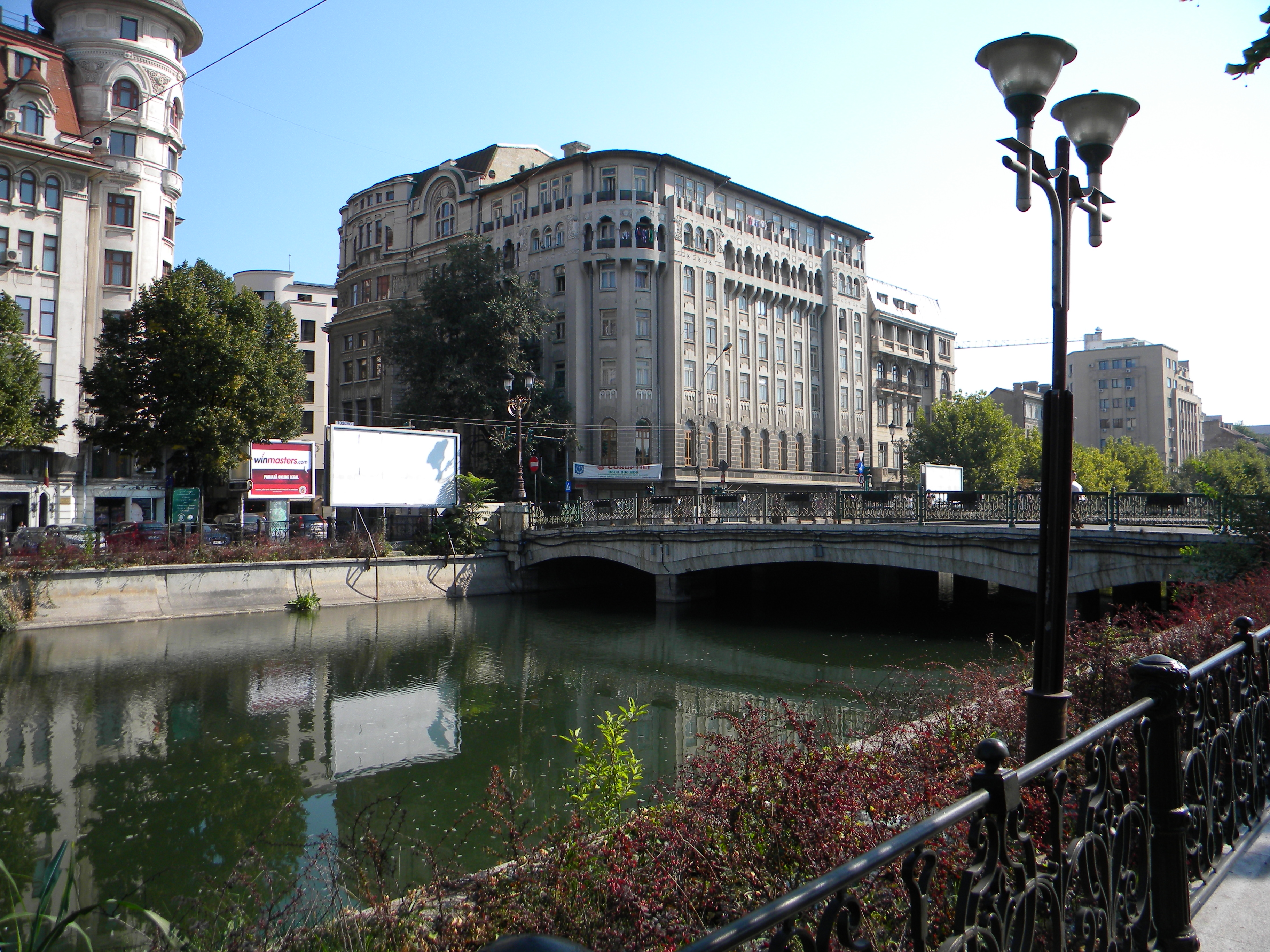
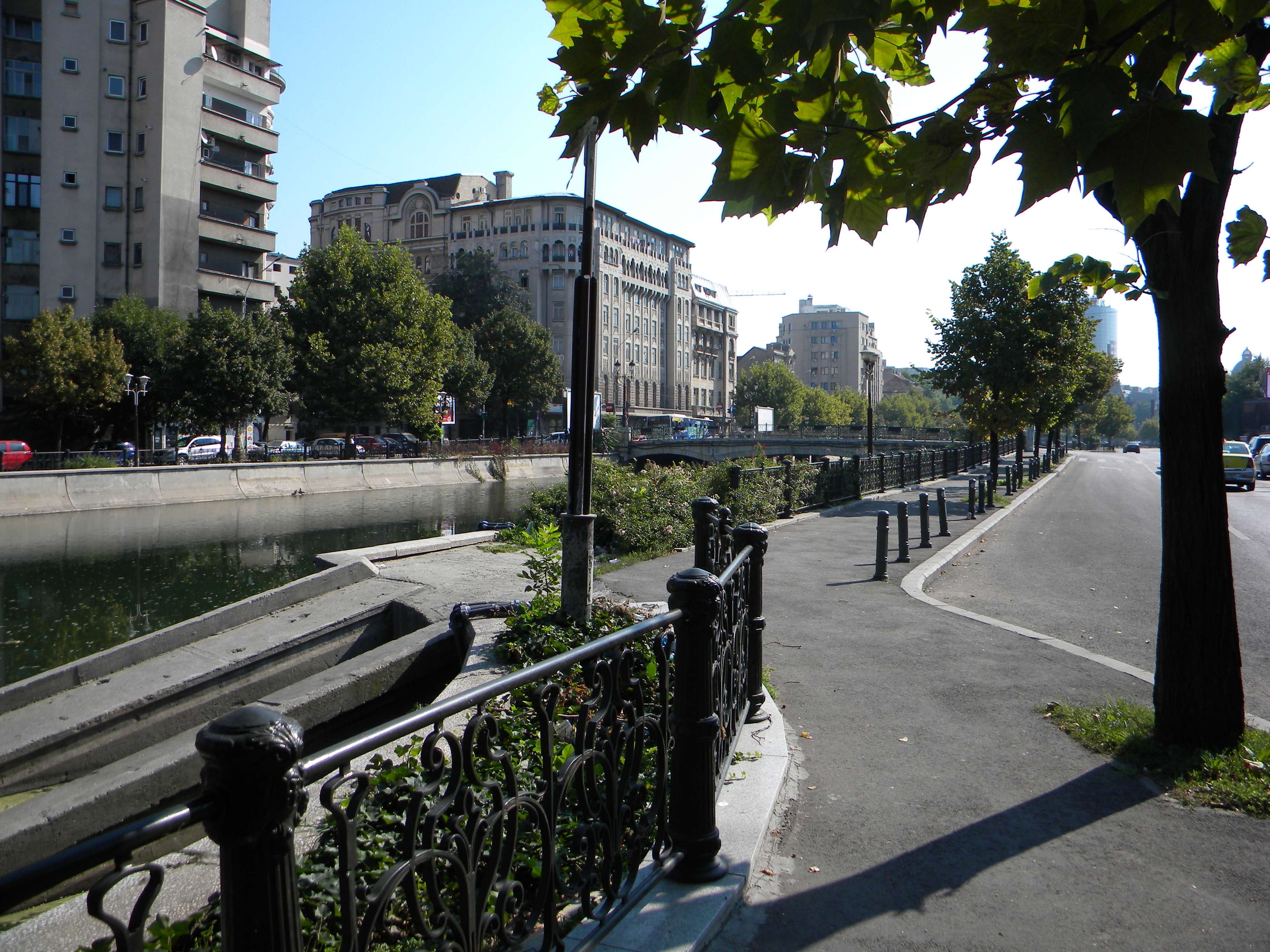
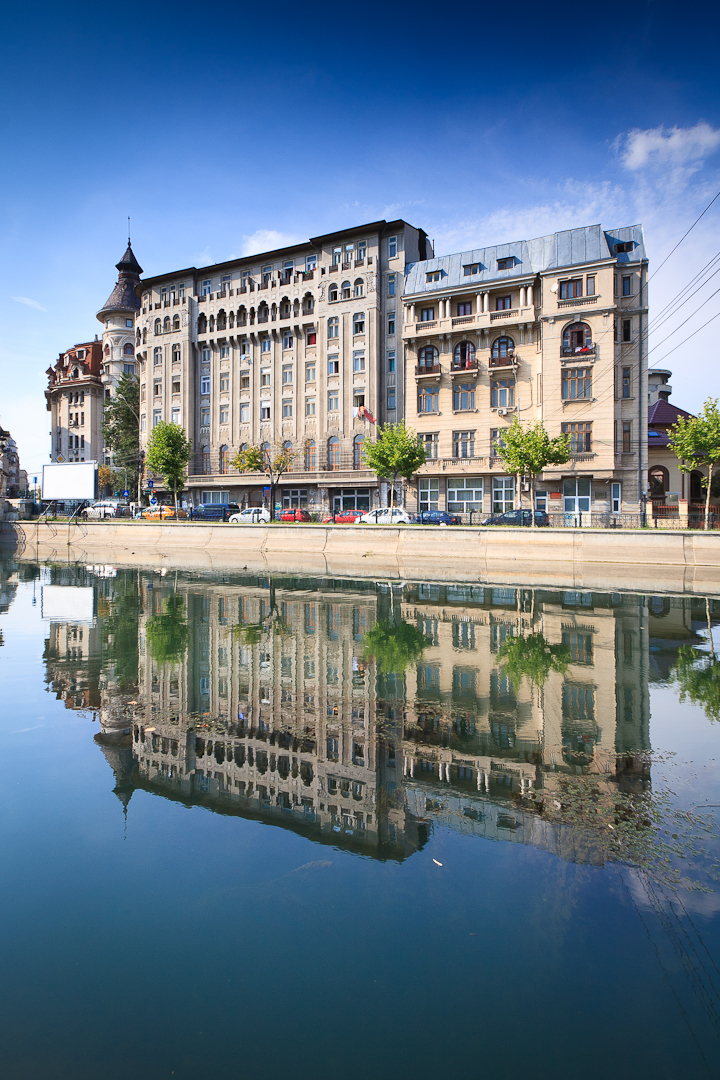
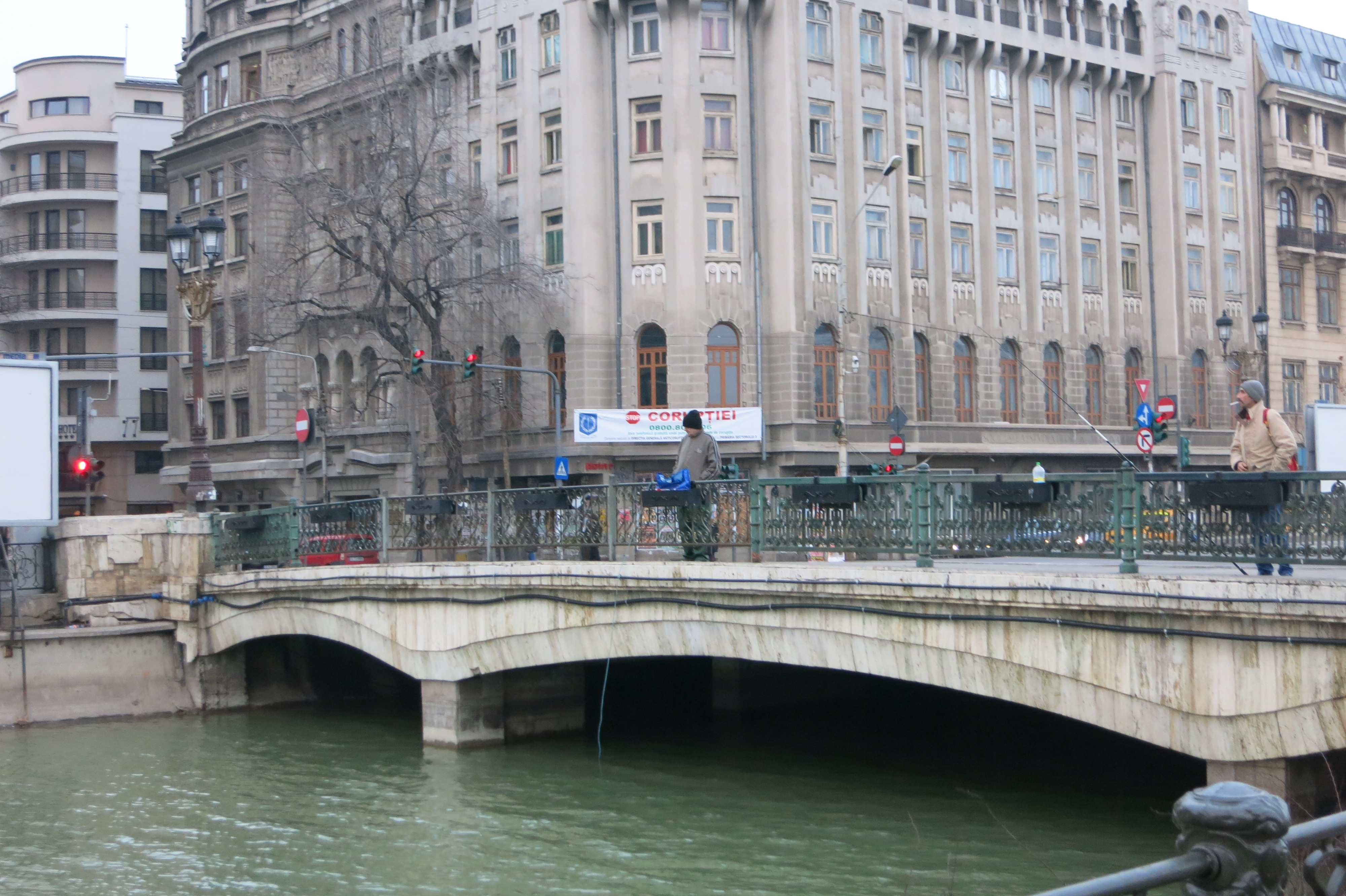